# ジェーン・デ・グレーン
ジェーン・エリン・デ・グレーン（Jane Erin de Glehn、結婚前の名前:ジェーン・エリン・エメット、Jane Erin Emmet、1873年 - 1961年2月10日）はアメリカ合衆国生まれの画家である。イギリス生まれの印象派の画家、ウィルフリッド・デ・グレーンと結婚した。夫と共に有名な肖像画家、ジョン・シンガー・サージェントの友人で、サージェントはジェーン・デ・グレーンをモデルに何点かの肖像画を描いた。

## 略歴
ニューヨーク州のニューロシェルでアイルランドに出自を持つ裕福な実業家の家に生まれた。10人兄弟の末子で、年の離れた姉のロジーナ(Rosina Emmet Sherwood: 1854–1948)は画家、イラストレーターになり、別の姉リディア(Lydia Field Emmet: 1866-1952)は肖像画家になった。いとこのエレン・エメット・ランド(Ellen Emmet Rand: 1875-1941)も画家になった 。姉のリディアやエレンが学んだアート・スチューデンツ・リーグ・オブ・ニューヨークでフレデリック・ウィリアム・マクマニーズやウィリアム・メリット・チェイスに学んだ 。
教師たちからパリで修行を続けるように勧められ、1892年に留学しパリの私立美術学校、アカデミー・ジュリアンでトニ・ロベール＝フルーリーに学んだ。フランスではエドガー・ドガ(1834-1917)やジャン＝ルイ・フォラン(1852-1931)と親しくなり、ブルターニュやイギリス、ローマも旅した。ジョン・シンガー・サージェント(1856-1925)と知り合い、サージェントの友人のイギリス生まれの画家、ウィルフリッド・デ・グレーン(1870- 1951、この当時はエストニア貴族の出自のためフォン・グレーンと名乗っていた。)を紹介され2人は1904年に結婚した。
1905年から1914年の間は、デ・グレーン夫妻は、友人のサージェントとヨーロッパ各地を旅し、この時代に描いた作品はロンドンのロイヤル・アカデミー・オブ・アーツの展覧会やニュー・イングリッシュ・アート・クラブの展覧会、王立ハイバーニアン・アカデミー(Royal Hibernian Academy)の展覧会に出展した。第一次世界大戦が始まるとジェーンはフランスでのイギリス赤十字の活動に参加し、夫はイギリス軍とともにイタリア戦線で従軍画家を務めた。1917年にドイツ風のフォン・グレーンからデ・グレーンに名前を変えた。
戦後はイギリスに戻り、次の10年間はイギリスのコーンウォールで夏を過ごし、フランスで冬を過ごした。1930年代にニューヨークにスタジオを持ち、姉やいとこたちと共同で展覧会を開いた。夫は1951年に亡くなった。夫妻には子供はいなかった。

## ジョン・シンガー・サージェントによって描かれたジェーン・デ・グレーン

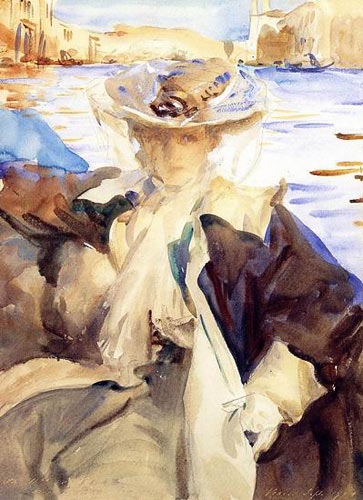
ヴェネツィアのジェーン(1904)
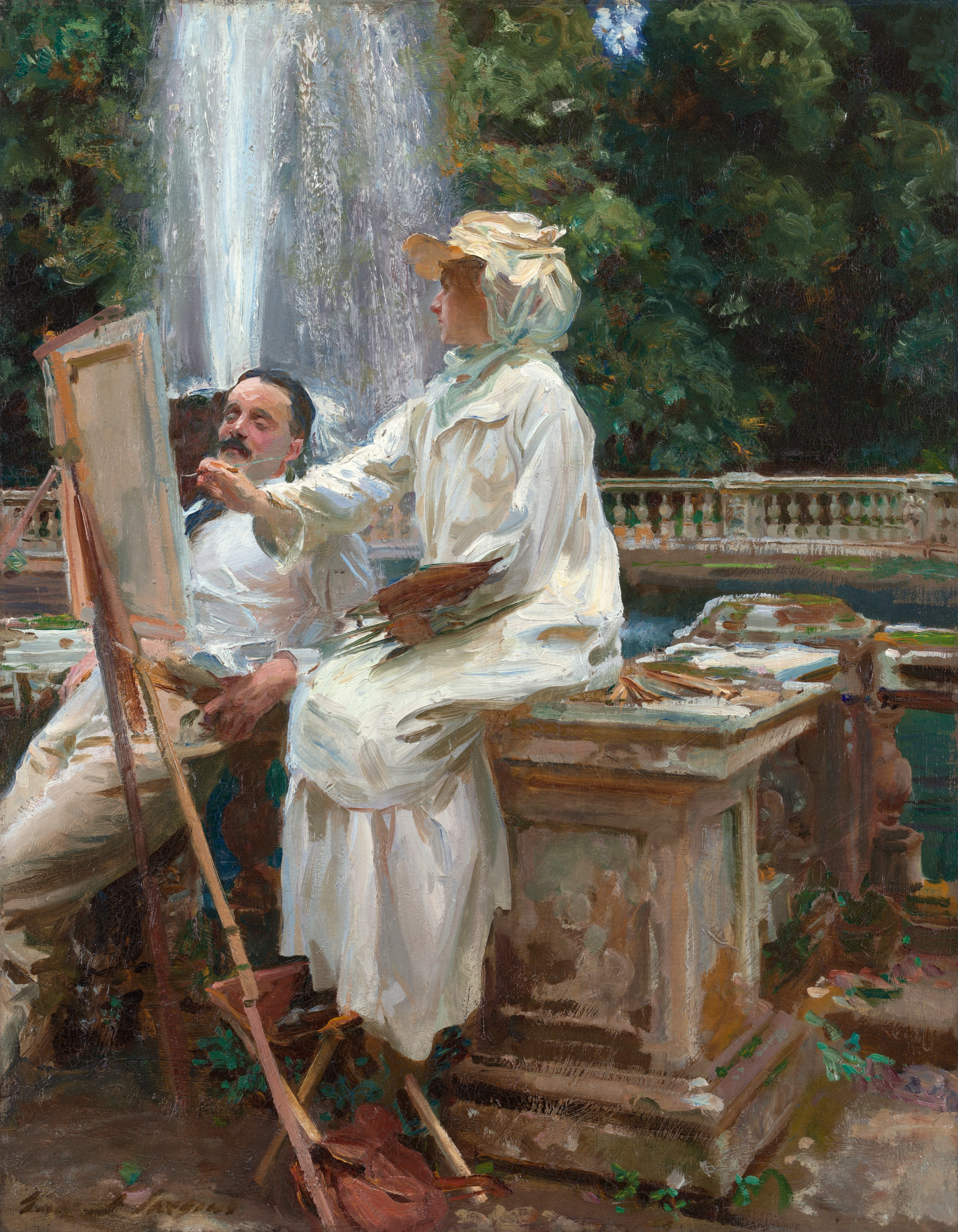
イタリアのフラスカーティで絵を描くデ・グレーン夫妻
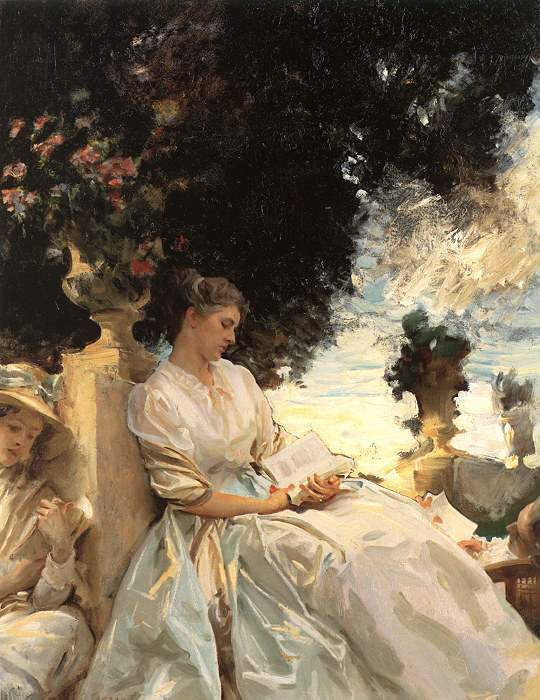
Corfuのジェーン
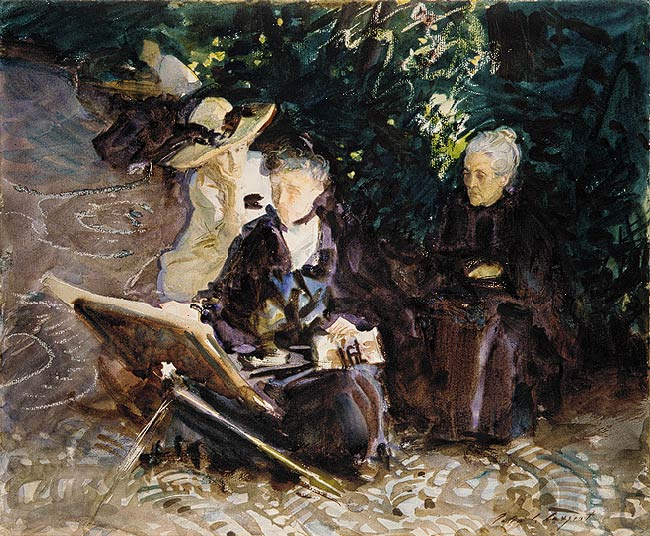
サージェントの妹と女優のDolores Carmonaとジェーン